# بذرالبنج یزدی
بذرالبنج یزدی، بذرالبنج برگ طوقه‌ای (نام علمی: Hyoscyamus rosularis) نام یک گونه از سرده بذرالبنج است.